# Сретен Пашић
Сретен Пашић (Кораћица, 3. новембар 1858—Београд, 20. септембар 1909) био је српски професор и педагог, један од управника Више женске школе у Београду.

## Биографија
Рођен је 1858. у породици Пашић од оца Жиивојина Пашића, који је био свештеник. Завршио је историјско-филолошки одсек Филозофског факултета у Београду.
Био је директор гимназије у Параћину и надзорник основних школа у рудничком округу. За управника Више женске школе у Београду постављен је 21. август 1900. и на том положају био до 1909. године.
Предавао је српски језик првом колу ученица Женске гимназије, а сам се служио и немачким језиком. При одвајању Женске гимназије под засебну управу постављен је за професора Друге београдске гимназије, 1. септембра 1909. године.
Био је аутор неколико књига и уџбеника, међу којима су:
- Српска читанка за први разред гимназија
- Гимнастика и витешке игре (Београд, 1904)
- Успомене из рвизорске службе (Нови Сад, 1906)
- Ко је крив?  (Београд,1907)
- Шумадинче (1909)